# Campylocheta fasciatus
Campylocheta fasciatus là một loài ruồi trong họ Tachinidae.